# Stephanollona pulchra
Stephanollona pulchra är en mossdjursart som först beskrevs av William MacGillivray 1891.  Stephanollona pulchra ingår i släktet Stephanollona och familjen Phidoloporidae. Inga underarter finns listade i Catalogue of Life.